# آینده زمین

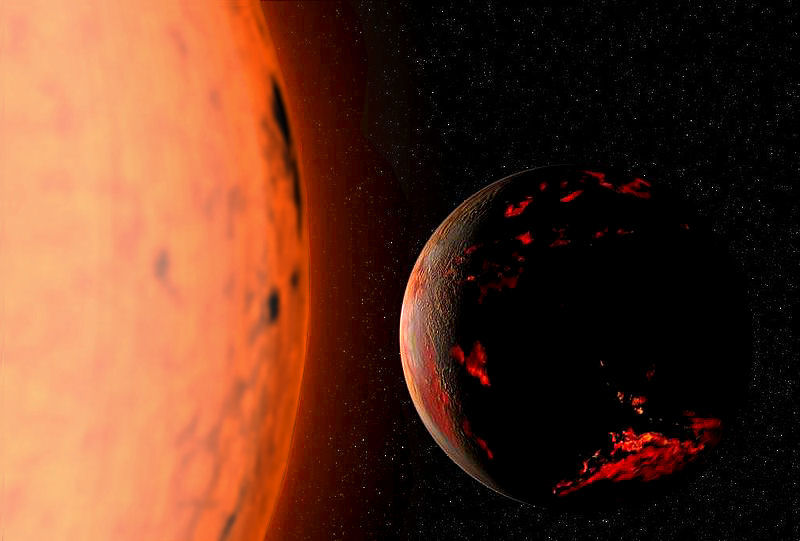
یک انگاشت هنری از آنچه زمین سوخته پس از ورود خورشید به مرحله غول سرخ در ۵ تا ۷ میلیارد سال آینده می‌تواند داشته باشد،

آینده بیولوژیکی و زمین‌شناسی کره زمین را می‌توان براساس تخمینی از اثرات بلندمدت بررسی کرد که شامل، شیمی در سطح زمین، میزان خنک‌کننده داخل سیاره، فعل و انفعالات گرانشی با اشیاء دیگر در منظومه شمسی و افزایش مداوم در درخشش خورشید می‌باشند. عامل نامشخصی در این برون‌یابی نفوذ مداوم تکنولوژی توسط انسان، مانند مهندسی زمینی است، که باعث تغییرات قابل توجهی به این سیاره می‌شود. در حال حاضر انقراض و بحران هولوسن توسط تکنولوژی ایجاد شده‌است و اثرات آن می‌تواند تا پنج میلیون سال باقی بماند. تکنولوژی می‌تواند حتی باعث انقراض انسان‌ها شود، و زمین را به تدریج با سرعتی آهسته از طریق فرایندهای طبیعی در مدتی طولانی به حالت‌های اولیه‌اش بازگرداند. گروهی از دانشمندان پیش‌بینی کرده‌اند که میانگین دمای جهان می‌تواند تا سال ۲۱۰۰ میلادی به میزان ۲ تا ۱۱ درجه فارنهایت افزایش پیدا کند که به تبع آن سطح اقیانوس‌ها تا ۲ فوت بالاتر خواهد آمد.
یکی از الگوهای موجود پیشگویی می‌کند که در سال ۲۲۰۰ میلادی طول روز زمینی به میزان ۰٫۱۲ میلی‌ثانیه کوتاه‌تر خواهد شد. افزایش دما سبب گسترش اقیانوس از استوا تا دو قطب می‌شود. یکی از دلایل اینکه آب از دو قطب جابجا می‌شود گسترش اقیانوس آتلانتیک شمالی در نزدیکی قطب شمال می‌باشد.

## گرمایش جهانی
گرمایش جهانی از پدیده‌هایی است که همواره در صدر نگرانی‌های انسان وجود دارد. تغییرات انسانی در پوشش اقلیم، چرخه کربن، آلودگی‌های خاک، آب و… باعث افزایش این نگرانی‌ها و گرم‌شدن زمین و تغییرات اساسی در آب و هوا از زمان انقلاب صنعتی تاکنون شده‌است. در حدود ۵۵ میلیون سال پیش در هر یک میلیون بخش از اتمسفر هزار بخش دی‌اکسید کربن وجود داشته‌است و این میزان دی‌اکسید کربن به اندازه‌ای زمین را گرم می‌کرده که تمامی یخهای موجود در آن ذوب شود به شکلی که سطح آب دریاها ۶۰ متر بالاتر از سطح دریاهای امروز بوده‌است. میزان دی‌اکسید کربن کنونی ۳۹۰ بخش در یک میلیون بخش از اتمسفر است که این میزان از کربن در نتیجه آلودگی‌های کارخانه‌ای، نیروگاه‌ها و وسایل حمل و نقل تولید شده و میزان دی‌اکسید کربن موجود در اتمسفر را از ۲۸۰ بخش در یک میلیون بخش از اتمسفر در دوران پیش صنعتی به اندازه قابل توجهی افزایش داده‌است.
اگر در قرن آینده دمای زمین بین ۲ تا ۱۰ درجه افزایش پیدا کند کلان‌شهرهای ساحلی پرجمعیتی چون نیویورک، لندن و توکیو در زیر اقیانوس‌ها فرومی‌روند و سپس مناطق حاره‌ای و جزایر بزرگ غرق می‌شوند. باوجود این، سایر مناطقی که امروز خشک و غیرقابل سکونت هستند مرطوب و قابل سکونت می‌شوند (برای مثال قطب جنوب) و بنابراین انسان در ۳۰ هزار سال آینده به مناطق جنوبی‌تر زمین مهاجرت می‌کند.

## وابستگی به خورشید

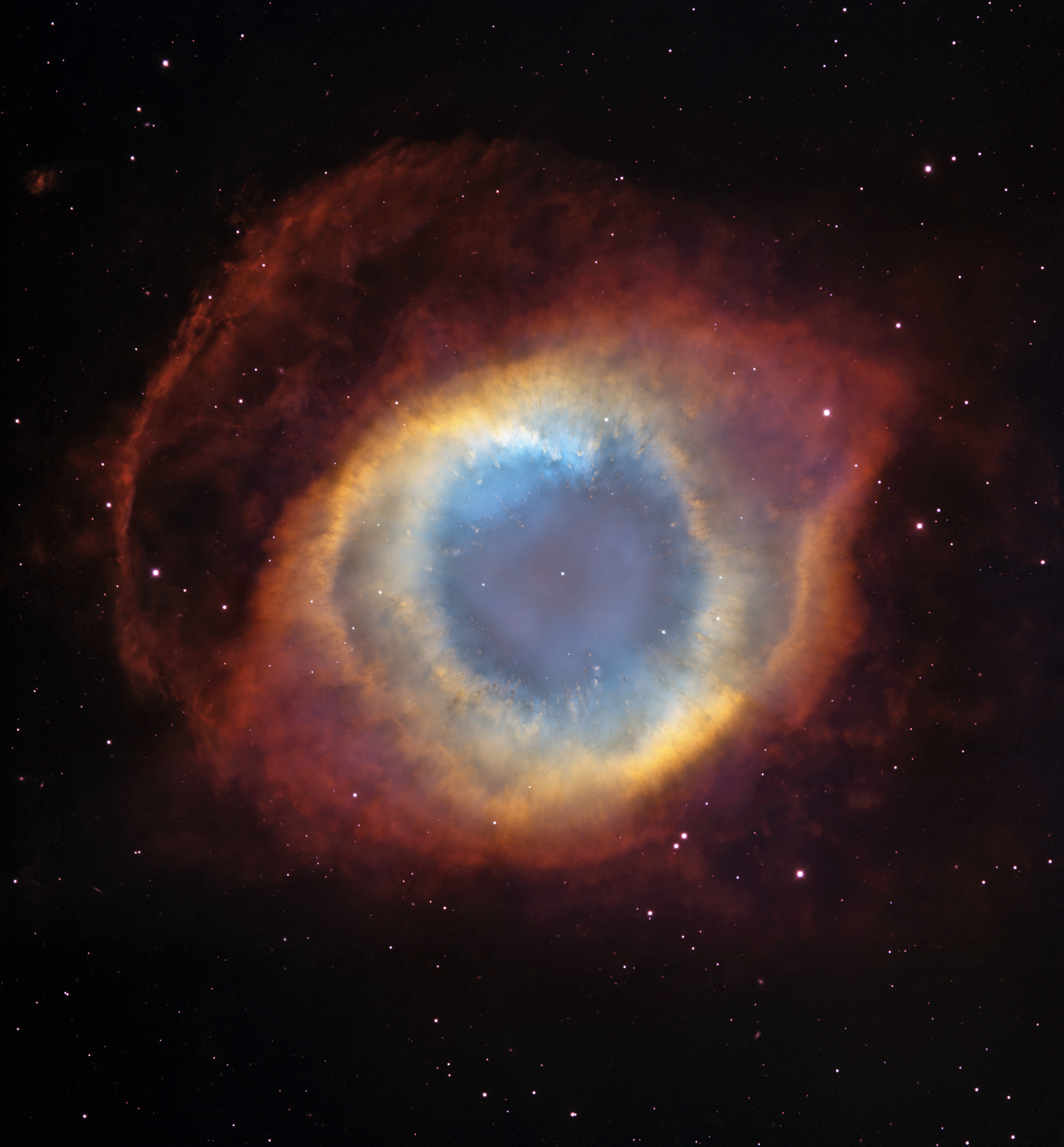
سحابی NGC 7293)سحابی سیاره‌ای و پیچه‌ای ان جی سی 7293 (NGC ۷۲۹۳) که بسیار شبیه به آنچه خورشید پس از ۸ میلیارد سال دیگر ایجاد می‌کند NGC7293 (2004)

از آنجا که حیات در زمین وابسته به خورشید است، آینده کره زمین نیز به آینده خورشید وابسته خواهد بود. حدود ۵ میلیارد سال دیگر ذخایر انرژی خورشید تمام شده و خورشید به یک غول سرخ تبدیل می‌شود و افزایش حجم می‌دهد. گرمای شدید حاصل از افزایش حجم باعث آب شدن یخ مناطق قطبی و بالا آمدن آب اقیانوس می‌شود. سپس جو زمین شروع به تبخیر می‌کند و گیاهان خشک آتش می‌گیرند. در چنین شرایطی امکان حیات در زمین برای همیشه از بین می‌رود. فاصله زمین تا خورشید در آن‌زمان در حدود ۱٫۵ برابر فاصله کنونی خواهد بود.
وابستگی آینده زمین به خورشید امری حتمی است. ۵ تا ۷ میلیارد سال بعد زمانی که همجوشی هلیومی آغاز شود، زمان نسبتاً کوتاهی حدود نیم میلیارد سال درخشندگی خورشید با نرخ ۱۰۰۰ برابر، رو به فزونی می‌گذارد. سطح خورشیدِ غول سرخ شده، به زمین بسیار نزدیک خواهد شد و مانند یک دیسک سرخ بزرگ، نیمی از آسمان را خواهد پوشاند. به‌طور هم‌زمان خورشید مقادیر زیادی گاز به درون فضا پف خواهد کرد، و بخش زیادی از جرمش را از دست خواهد داد و در نتیجه نیروی جاذبه خورشید بر زمین، کاهش خواهد یافت. ازاین‌رو مدار زمین وسیع‌تر خواهد گردید؛ ولی در نهایت سطح خورشید به مدار زمین خواهد رسید و زمین وارد جو سوزان خورشید خواهد شد. فرضیه دیگری فرار احتمالی زمین از مدار خورشید را، پس از تبدیل‌شدن آن به غول سرخ بررسی می‌کند؛ که در این صورت پس از خاموشی خورشید، زمین به دنیایی بی‌جان و یخ‌زده تبدیل خواهد شد.
خورشیدی که شکل یک ستاره غول سرخ درآمده بود، پیش از مرگش لایه‌های خارجی خود را به درون فضا می‌فرستد و یک سحابی شکل می‌دهد، هسته این غول سرخ به صورت یک کوتوله سفید مرده ولی داغ و کوچک، در میانه این سحابی باقی خواهد ماند و تنها بازمانده خورشید خواهد بود.

## مدار و چرخش

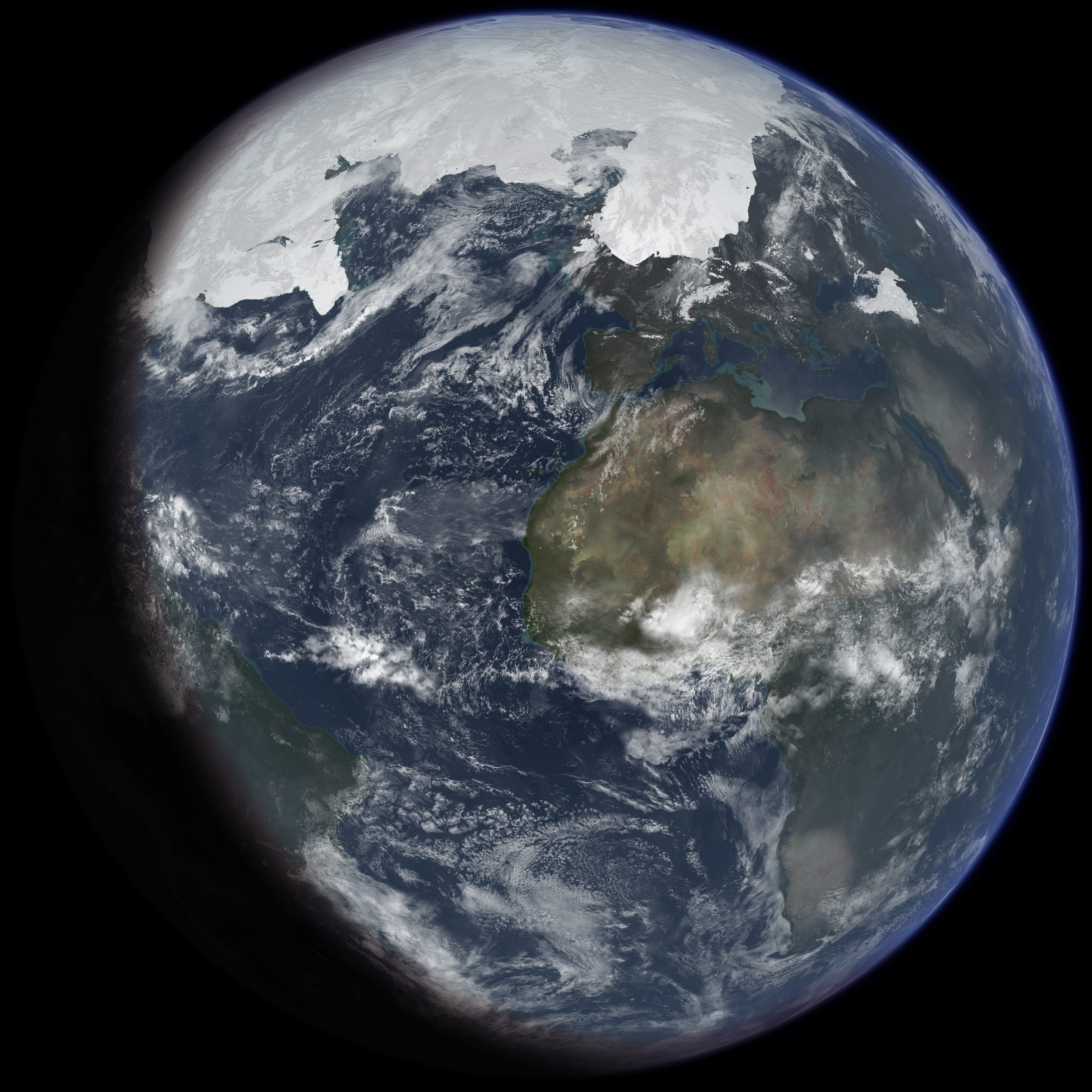
تصویر نشان‌دهنده نیم‌کره که در اثر چرخش به وجود آمده است.

اختلالات گرانشی سایر سیارات منظومه شمسی با یکدیگر ترکیب می‌شوند تا مدار زمین و جهت محور چرخش آن را تغییر دهند. این تغییرات می‌تواند بر آب و هوای سیاره‌ای تأثیر بگذارد. با وجود چنین فعل و انفعالاتی، شبیه‌سازی‌های بسیار دقیق نشان می‌دهند که به‌طور کلی، مدار زمین احتمالاً برای میلیاردها سال آینده از نظر دینامیکی پایدار می‌ماند. در تمام ۱۶۰۰ شبیه‌سازی که صورت گرفته‌است، محور نیمه اصلی، گریز از مرکز و انحراف مداری سیاره تقریباً ثابت باقی ماند.